# Эдер, Альфред
Альфред Э́дер (нем. Alfred Eder; род. 28 декабря 1953, Пизендорф, Зальцбург) — австрийский биатлонист, двукратный бронзовый призёр Чемпионата мира (1983 и 1986 год), участник шести Олимпиад. Отец известного австрийского биатлониста Симона Эдера.

## Карьера
Альфред Эдер начал заниматься биатлоном в спортивном клубе Заальфельдена. В 1976 году он дебютировал на Чемпионате мира по биатлону в итальянской Антерсельве (Анхольце), где финишировал на 29 месте в спринте. В этом же году австриец участвовал в Олимпийских играх в Инсбруке. В итоговом протоколе индивидуальной гонки он занял 21 место, а в составе сборной Австрии завершил эстафету на 15 месте.
В 1980 году австриец во второй раз принял участие в Олимпийских играх в Лейк-Плесиде, где занял был 24 место в индивидуальной гонке, 23 место в  спринте и 8 место в эстафете.
В 1983 году на Чемпионате мира в Антерсельве Альфред Эдер выиграл первую медаль в истории австрийского биатлона. Спортсмен финишировал третьим в спринтерской гонке, уступив только Эйрику Квальфоссу и Петеру Ангереру.
Не так успешно управлял австриец провел Олимпийские игры-1984 в Сараево. Эдер стал 34-м в индивидуальной гонке, 22-м в спринте и с товарищами по команде стал восьмым в эстафете.
Самый успешный сезон в Кубке мира Альфреда Эдера 1984/1985. Он выиграл спринт на этапе в Рупольдинге, а в индивидуальной гонке стал вторым. Ровное выступление в сезоне позволило ему занять четвёртое место в общем зачете Кубка мира.
В 1986 году на Чемпионате мира в Хольменколлене австрийский спортсмен выиграл вторую в своей карьере бронзовую медаль, на сей раз в индивидуальной гонке. Он уступил Валерию Медведцеву из СССР и Андре Земишу из ГДР.
В своих четвёртых Зимних Олимпийских играх в 1988 году в Калгари Эдер вместе с Антоном Ленгайером-Стокнером, Бруно Хофстаттером и Шулером занял четвёртое место в эстафете, показав время на 26 секунд меньше, чем бронзовые призёры. В индивидуальной гонке занял 26 место, в спринте 40 место.
Спортсмен соревновался в Олимпийских играх 1992 года в Альбервиле и финишировал на 30-й позиции в индивидуальной гонке и на 53 месте  спринте.
Два года спустя Эдер принимал участие в Олимпийских играх в (Лиллехаммер) в шестой раз в своей карьере. 40-летний биатлонист был самым старшим из австрийцев на играх. Тем не менее именно в этот год он показал свой лучший результат на Олимпиаде в личной гонке - это десятое место в индивидуальной гонке.
В 1995 году австриец в последний раз участвовал в Чемпионате мира. После этого сезона он принял решение завершить спортивную карьеру.
Национальный чемпионат Австрии Эдер выигрывал в 1983, 1985, 1987, 1988 и 1992 годах в индивидуальной гонке и в 1984, 1987, 1989 и 1990 в спринте.  После завершения карьеры австриец стал пробовать себя на тренерском поприще. С 2000-х годов являлся тренером сборной Австрии, много консультировал своего сына - Симона Эдера, призёра Олимпийских игр Ванкувера-2010 и Сочи-2014 в эстафете. С весны 2014 года работает на должности главного тренера женской сборной Беларуси по биатлону.

## Результаты на Олимпийских Играх
| Соревнование     | Индивидуальная | Спринт | Эстафета |
| ---------------- | -------------- | ------ | -------- |
| 1976 Инсбрук     | 21             | -      | 15       |
| 1980 Лейк-Плесид | 24             | 23     | 06       |
| 1984 Сараево     | 34             | 22     | 08       |
| 1988 Калгари     | 26             | 40     | 04       |
| 1992 Альбервилль | 30             | 53     | -        |
| 1994 Лиллехамер  | 10             | -      | -        |